# Danny the Dog
Danny the dog (també coneguda com a Unleashed) és un film del gènere d'acció estrenada el 2005. És dirigida per Louis Leterrier i protagonitzada per Jet Li. El film es va rodar a la ciutat de  Glasgow a Escòcia.
Aquesta pel·lícula està doblada al català, amb la veu d'Àlex Meseguer com Danny la de Toni Sevilla com Bart.

## Argument
Arrencat dels braços de la seva mare per Bart, Danny només coneix el món que aquest li ha mostrat: l'habitació en la qual viu i els actes de violència que es veu obligat a cometre quan les persones a qui Bart deixa diners es retarden en el pagament. Danny és, doncs, un home ensinistrat com un gos per obeir les ordres del seu amo sense queixar-se. Però, un dia, Bart cau en l'emboscada que li para un deutor venjatiu.

## Repartiment
- Jet Li
- Morgan Freeman
- Bob Hoskins
- Kerry Condon
- Christian Gazio

## Crítica
- Pensava que Danny the Dog seria, pels que ens avorreixen les baralles d'arts marcials, deixalles disfressades de pel·lícula de sentiments amb el ganxo de Morgan Freeman, però el cert és que són deixalles disfressades d'altres deixalles amb el ganxo de Bob Hoskins. Ell és immens. La resta em despista, fins i tot m'irrita: la temprança gastada i bondat del cec Freeman, les ganyotes de Li, el personatge de la noia, la direcció videoclipera, les opinió dels crítics… Només hi ha una cosa certa: un guió tan simple en una pel·lícula d'acció europea només pot ser de Luc Besson.[4]
- «Amb aquesta història es podria haver fet una pel·lícula risible […] però funciona gràcies a les interpretacions […] Té una construcció enginyosa, i té totes les arts marcials que qualsevol fan de Jet Li pot desitjar.»[5]
- «Li és poesia d'acció en moviment. Apareix Morgan Freeman i ja no és una pel·lícula de Jet Li. […] Digna pel·lícula d'acció en la qual no molesten ni els combats a mastegots "[6]